# Gusztinyi János
Gusztinyi János, eredetileg Zubrohlavsky/Zubralovszky János (Árva megye, 1718 – Mocsonok, 1777. január 31.) nyitrai püspök 1763-tól haláláig.

## Élete
A szlovák származású Zubralovszky Jánost a Hegyalján lakó plébános nagybátyja neveltette fiatalon. Később Zubralovszky a nagyszombati jezsuita intézetben filozófiát és szónoklattant tanult, majd báró Fischer gyermekei mellett nevelőként működött. A báró kérésére változtatta nevét Gusztinyire. 
Egy idő után az egyházi pályára lépett, és felszenteltetése után girincsi lelkész, majd 1741. július 22-től miskolci, 1744-től sátoraljaújhelyi plébános volt. Mária Terézia egri kanonokká, és a királyi tábla prelátusává, 1763. november 18-án pedig nyitrai püspökké, a megye főispánjává, és belső titkos tanácsossá nevezte ki. 
Gusztinyi a Nyitra melletti kövesdi hegyen az akkor keletkezett, de a pápától meg nem erősített nazarénus szerzetesek számára lakóhelyet építtetett. Nagy bőkezűséget mutatott a templomok, lelkészek és betegek irányában, de támogatta a tudományokat, és a magyar irodalom fejlődését. 1777-ben hunyt el mocsonoki nyaralójában.

## Művei
- Thesaurus ecclesiae Christi per jubilaeum infideles dispensari solitus, et anno currenti 1735. pro pace inter principes christianos a Deo exoranda dispensatus... Cassoviae
- Oratio rev. ac clariss. dni J. G. abbatis, dicta in episcopali schola Agriensi 1754
- Üdvösség mannája. Az az: Az Úr Jézus tulajdon szent testének és vérének sakramentoma, melylyel nem a Mózes fedele alatt ülő zsidóság, nem is az üres figurát áltató újjítás: hanem Krisztusnak igaz hive, a kegyelem törvényében, érezhető jelek és symbolumok alatt el rejtetett valósággal az örök életre tápláltatik. Agriensi, 1759. (2. kiadás. Agriensi, 1769. E művét, mely tót fordításban is megjelent Nagyszombatban 1794-1795. négy kötetben, Helmeczy István kőrösi ev. ref. prédikátornak Maiburgban (Utrecht) 1741-ben kiadott Igasság paisa című munkája ellen írta)
- Epistola ad clerum suum Nitriensem dictus tempore suae Eppum Nitriensem inaugurationis. Nitriae, 1766
- Végrendelete 1777-ből a bars-szentkereszti püspöki könyvtár kéziratai közt van.